# Ocinebrina interfossa
Ocinebrina interfossa är en snäckart som först beskrevs av Carpenter 1864.  Ocinebrina interfossa ingår i släktet Ocinebrina och familjen purpursnäckor. Inga underarter finns listade i Catalogue of Life.